# سالواتوره آبارکا
سالواتوره آبارکا (انگلیسی: Salvatore Abarca؛ زادهٔ ۱۳ مهٔ ۱۹۸۶) بازیکن سابق فوتبال اهل شیلی است که در پست مهاجم برای باشگاه‌های شیلی و خارج از کشور بازی کرد.